# Amare Amaro
Pour plus de détails, voir Fiche technique et Distribution.
Amare Amaro est un film franco-italien réalisé par Julien Paolini et sorti en 2018.

## Synopsis
5 ans que Gaetano, jeune homme taciturne d'origine française, est revenu dans sa Sicile natale pour s'occuper de la boulangerie familiale. Il ne reçoit aucune aide de la part de son frère aîné, un petit truand notoire. Lorsque ce dernier décède à la suite d'une énième frasque, Enza, maire du village aux relations troubles avec la pègre, lui refuse le droit de le faire reposer dans le cimetière du village. Un différend envenimé par l'amour fou qu'éprouve Anna, la fille d'Enza, pour Gaetano. Mais « il francese» est décidé à assumer ses responsabilités familiales, quitte à mettre en danger sa famille et lui-même.

## Fiche technique
- Titre original : Amare Amaro
- Réalisation : Julien Paolini
- Scénario : Samy Baaroun et Julien Paolini
- Montage : Gwen Ghelid
- Photographie : Tristan Chenais
- Son : Martin Lanot et Henry Warluzel
- Décors : Lisa Paolini
- Costumes : Olga Richon
- Musique : Pasquale Filasto
- Production : Julien Paolini, Clément Lecomte et Syrus Shahidi
- Sociétés de production : La Réserve Productions et Rosebud Entertainment Pictures
- Pays d'origine :  France /  Italie
- Genre : drame
- Durée : 90 minutes
- Dates de sortie :
  - Festival du film de Saint-Jean-de-Luz : 2 octobre 2018
  - France : 19 février 2020

## Distribution
- Syrus Shahidi : Gaetano
- Celeste Casciaro : Enza
- Tony Sperandeo : Maresciallo
- Virginia Perroni : Anna
- Dino Favuzza : Giani
- Fosco Perinti : Le père
- Ciro Petrone : Bebeto
- Gabriele Arena : Carlo
- Paolo Brancati : Tonio
- Giuseppe Lo Nardo : Giuseppe
- Francesco Russo : Vaniglia
- Lorenzo Randazzo : Andrea

## Production
Amare Amaro est le premier long-métrage du réalisateur Julien Paolini. Ce drame aux accents de western est salué par les critiques de Xavier Leherpeur et de Pierre Murat et cité au Masque et la Plume, et remporte le Grand Prix du Polar de Cognac. Le film raconte le combat d'un boulanger français au nom de sa famille contre la brutalité des traditions de son village sicilien. Adaptation d’Antigone de Sophocle, Amare Amaro explore le thème de la multi-culture et a été sélectionné en compétition au Festival de Taormina, Vancouver, Cinémed, Saint-Jean de Luz et Villerupt

## Distinctions

### Recompenses
- 2018 : Grand Prix du Festival Polar de Cognac [4]

### Nominations
- 2018 : Grand Prix, Prix de la mise en scène, Prix du Public au Festival International du film de Saint-Jean de Luz [5]
- 2018 : Prix étudiant de la première œuvre, Prix du public Midi Libre au Festival du cinéma méditerranéen de Montpellier [6]
- 2019 : Meilleur Film, Meilleur réalisateur au 65ème Festival du Film de Taormine[7]
- 2019 : BC Emerging Filmmaker Award au Vancouver International Film Festival[8] 2
- 2019 : Prix de la critique au Festival du Film Italien de Villerupt 2019[9]